# Rackham den Röde
Rackham den Röde är en fiktiv pirat i den tecknade serien Tintin. Han är med i Enhörningens hemlighet och i Rackham den Rödes skatt påstår en mängd personer att de är släkt med honom. Han är baserad på den verkliga piraten John Rackham.
Han spelades av Daniel Craig i filmen Tintins äventyr: Enhörningens hemlighet från 2011.

## Historia
Rackham är kapten på det piratskepp som anfaller Enhörningen, det skepp som kapten Haddocks förfader riddaren Francois Haddoque är kapten på, i Enhörningens hemlighet. Rackham börjar strida mot Haddoque, vilket slutar med att Rackhams skepp skadas svårt. Medan skeppet sjunker, bordar Rackhams mannar Enhörningen, och får efter en blodig strid övertaget över skeppet. Haddoque slås medvetslös, och när han vaknar upp står han bunden vid Enhörningens mast. Alla hans mannar får gå på plankan, men Haddoque skonas för att piraterna, enligt Rackham, "njuter av att steka någon över sakta eld...". På natten lyckas han ta sig fri och går ner till lastrummet och tänder på en stubintråd till skeppets krutmagasin. Rackham upptäcker honom, och de börjar en hård kamp med många hårda ord: "Jag skall tvinga dig att svälja ditt eget skägg, fläskberg!" och "Och jag ska plocka av dig fjädrarna, din skrävlande papegoja!". Till slut dödar Haddoque Rackham och tänder på stubinen på nytt. Han ror till en närliggande ö, där han ser sitt skepp explodera.